# Ōkunoshima
Ōkunoshima (jap. 大久野島) – japońska wyspa zlokalizowana na Morzu Wewnętrznym w granicach miasta Takehara w prefekturze Hiroszima w obrębie Parku Narodowego Seto Naikai. W czasie II wojny światowej na wyspie znajdowała się fabryka broni chemicznej używanej następnie przeciwko Chinom. W 1938 roku wyspa została wymazana z map Japonii w celu utrzymania ośrodka w tajemnicy.

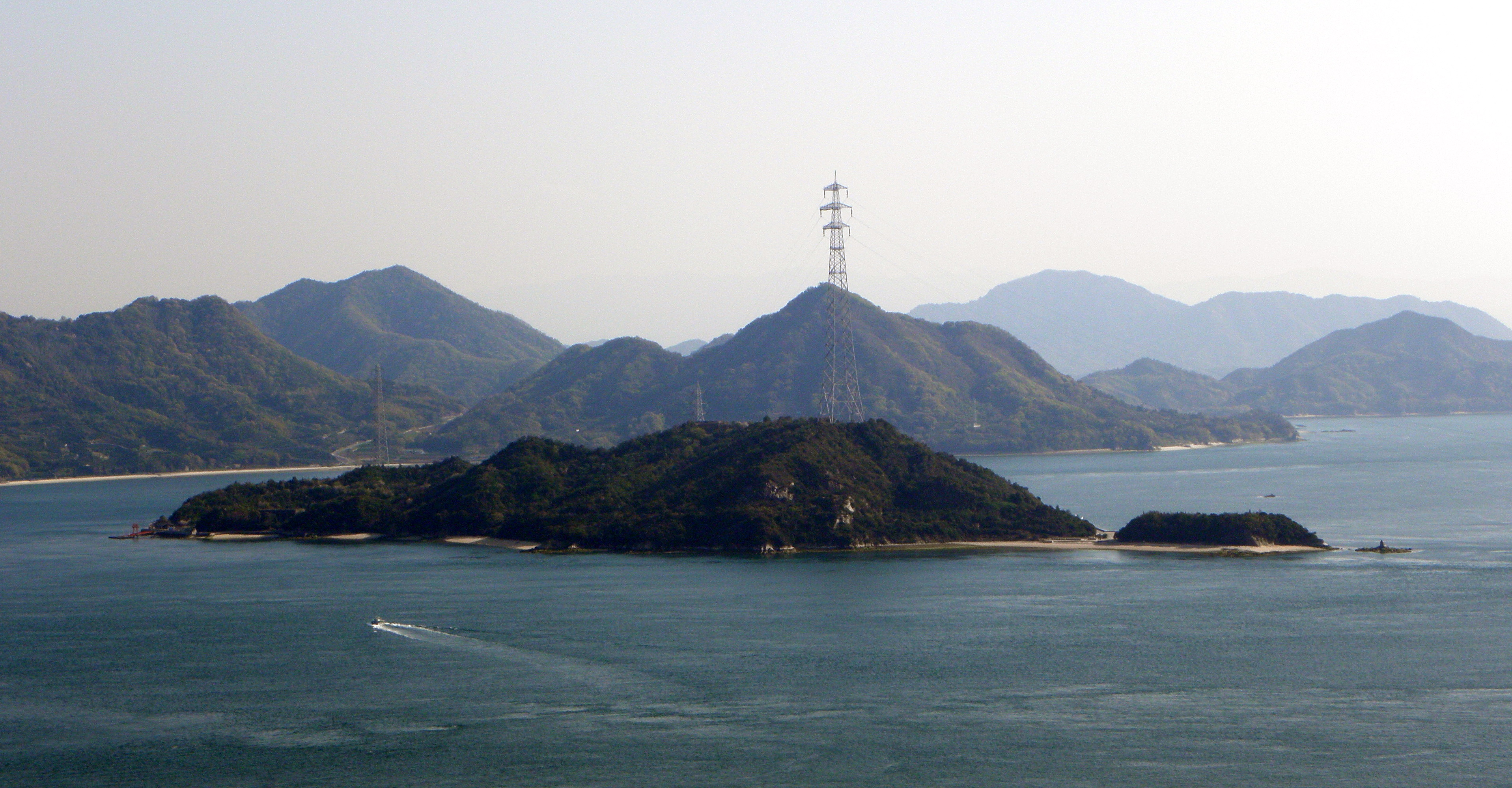
Widok na wyspę z góry Kurotaki-yama

Na wyspie znajduje się muzeum oraz hotel. Dotrzeć do niej można promem z Tadanoumi. Wyspa zamieszkiwana jest przez dużą populację królików, przywiezionych na wyspę na potrzeby testów z bronią chemiczną i wypuszczonych po likwidacji placówki.

## Historia
W 1918 roku japońskie wojsko rozpoczęło badania nad bronią chemiczną i metodami jej produkcji w obawie przed możliwością zastosowania środków trujących przez Rosję na Syberii. Po udanych eksperymentach w produkcji na małą skalę m.in. luizytu, iperytu siarkowego, difenylocyjanoarsyny i adamsytu w roku 1927 lub 1928, dowództwo wojskowe rozpoczęło poszukiwania odpowiedniej lokalizacji dla fabryki broni chemicznej. Bardzo dobrym miejscem dla tego celu okazała się wyspa Ōkunoshima, której północno-wschodnia górzysta część oraz niezamieszkana wyspa Shokunoshima na południowy zachód od Ōkunoshimy idealnie ukrywałyby ośrodek zbudowany na południowo-zachodniej płaskiej części wyspy. Dodatkowo, miasto Tadanoumi, oddalone o 3 kilometry od wyspy, miało połączenia kolejowe z Miharą i Kure. Wpływ na umieszczenie fabryki na wyspie miały także względy polityczne. Ówczesnemu ministrowi wojny, Yoshinori Shirakawie, miejsce to zaproponował Keisuke Mochizuki, minister telekomunikacji, którego syn był przewodniczącym władz Tadanoumi. W okresie kryzysu w jakim znajdowała się Japonia, miasto liczyło na pobudzenie gospodarki dzięki wojskowemu ośrodkowi.

### Budowa i rozpoczęcie produkcji

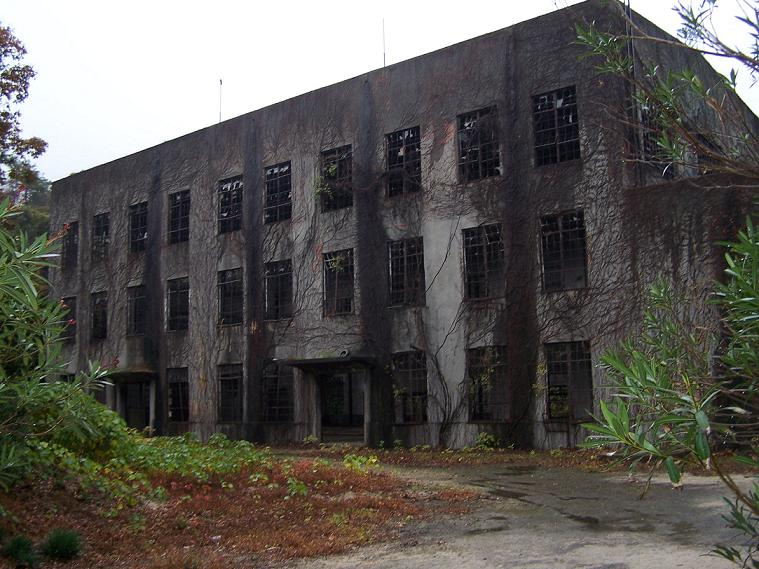
Ruiny budynku elektrowni w 2007 roku

5 sierpnia 1927 roku wojsko japońskie zajęło wyspę, a mieszkańcy zostali wysiedleni. Budowa kompleksu, składającego się m.in. z elektrowni, magazynu, przystani, szpitala i kilku budynków fabrycznych, zajęła dwa lata. Oficjalne otwarcie odbyło się 19 maja 1929 roku, na które zostało zaproszonych 81 gości, m.in. gubernator prefektury Hiroszima, jednak żaden nie został dopuszczony do obiektów fabrycznych i najprawdopodobniej żaden też nie wiedział o prawdziwym przeznaczeniu obiektu.
Japończycy rozpoczęli produkcję broni chemicznej na wyspie w 1928 lub 1929 roku koncentrując się na iperycie i chloroacetofenonie. Mimo wcześniejszych udanych eksperymentów i pomocy pułkownika Taneki Hisamury, japońskiego specjalisty ds. broni chemicznej, początkowa produkcja napotkała techniczne problemy. Według relacji pracownika rozwiązanie ich zajęło trzy miesiące, a pomyślna produkcja rozpoczęła się w sierpniu 1929 roku. Początkowo zatrudnionych w ośrodku było ok. 80 osób.

### Rozwój ośrodka

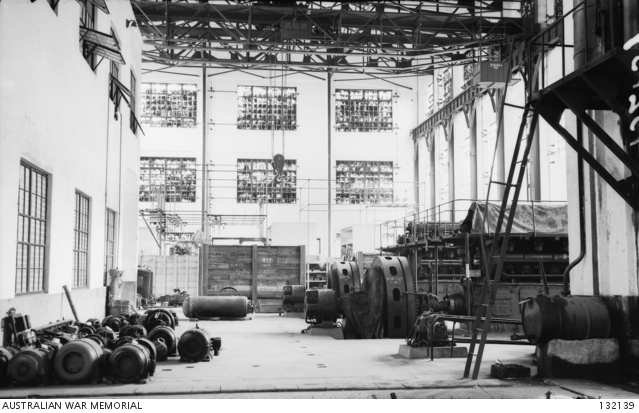
Wnętrze budynku elektrowni w 1946 roku

W latach 1933–1935 zwiększono liczbę pracowników oraz rozszerzono profil produkcji. Ośrodek produkował głównie iperyt siarkowy, luizyt, cyjanowodór oraz sternity i lakrymatory. Liczba pracowników w 1935 roku wynosiła 225. Wynagrodzenie jakie otrzymywali było, zważywszy na trudne warunki pracy, wyższe od przeciętnego – w 1935 roku minimalna dniówka wynosiła 1,1 jena. Pracownikom przysługiwały także dodatki za pracę. Musieli jednak zachować w ścisłej tajemnicy charakter pracy jaką wykonywali, nie wolno im było zrzeszać się oraz zrezygnować z pracy, a ich rozmowy były monitorowane. Niskie zapotrzebowanie na broń chemiczną w tym okresie oraz mała liczba zatrudnionych w ośrodku nie wymagała użytkowania więcej niż jednej sekcji fabryki.

### Wojna chińsko-japońska
Do 1937 roku, w którym Japonia rozpoczęła wojnę z Chinami, liczba zatrudnionych wzrosła do 2645. W latach 1937–1944 ośrodek pracował przy pełnej wydajności, zatrudniając w pewnych okresach nawet do 5000–6000 pracowników, z których dużą część stanowiły kobiety i dzieci.
Od początku konfliktu z Chinami, środki trujące produkowane w ośrodku na Ōkunoshimie transportowane były do Chin w celu użycia ich głównie przeciwko siłom chińskim. Część z tych środków transportowana była m.in. do jednostki 516 w Qiqihar i jednostki 731, które przeprowadzały eksperymenty z bronią biologiczną i chemiczną na chińskich, rosyjskich, amerykańskich i polskich więźniach. Pracownicy ośrodka na Ōkunoshimie także pomagali w tych testach, m.in. w latach 1940 i 1943 wspólnie z jednostką 731 w eksperymentach z iperytem na chińskich jeńcach.
| Środek trujący       | Produkcja [ton/mies.] |
| -------------------- | --------------------- |
| iperyt siarkowy      | 450                   |
| luizyt               | 50                    |
| difenylocyjanoarsyna | 50                    |
| cyjanowodór          | 50                    |
| chloroacetofenon     | 25                    |
| fosgen               | brak danych           |

### Likwidacja ośrodka

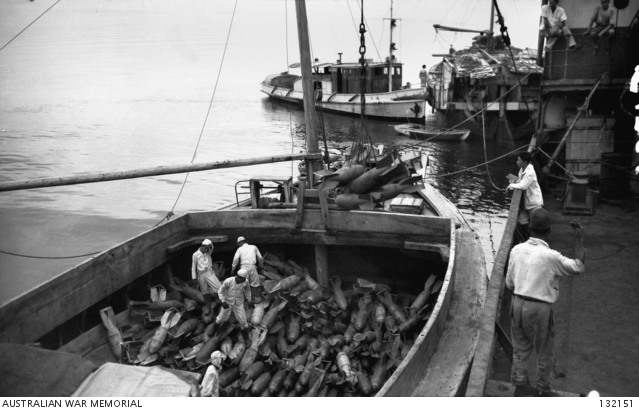
Załadunek 60-kilogramowych pocisków z iperytem siarkowym w celu ich późniejszego zatopienia (1946)

Po zakończeniu II wojny światowej wojska okupacyjne zbadały ośrodek na Ōkunoshimie. W maju 1946 roku rozpoczęto likwidację ośrodka. Do operacji tej zaangażowano ok. 300 osób, głównie z dużej firmy tekstylnej Teijin znajdującej się w Miharze, z których wiele otruło się środkami chemicznymi, a część zmarła. W zamian firma ta otrzymała niewykorzystane chemikalia pozostałe po fabryce. Pozostałe środki trujące zostały zatopione w Pacyfiku.

## Wpływ na zdrowie pracowników

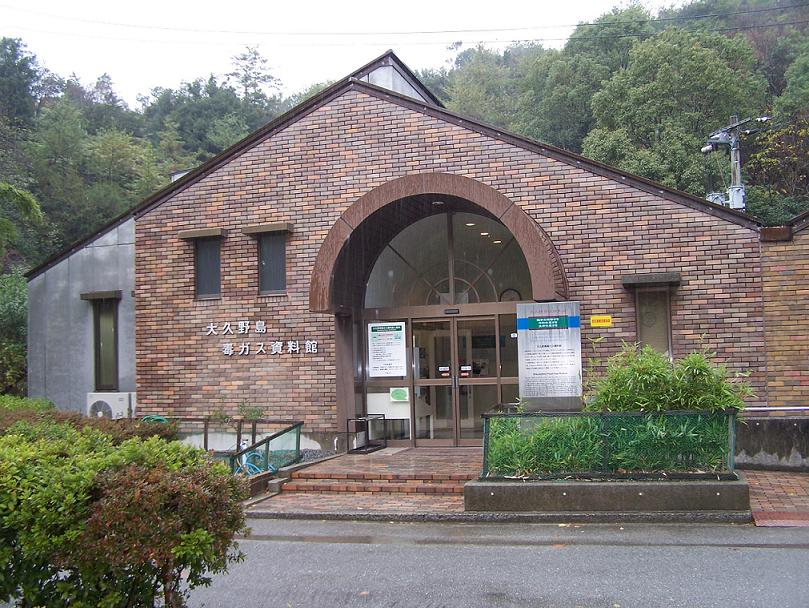
Muzeum otwarte w 1988 roku

Wilgotny klimat oraz wysoka temperatura powodowały zwiększenie lotności produkowanych substancji oraz ułatwiały przenoszenie ich na sprzęt i pracowników. Mimo stosowanych zabezpieczeń w postaci gumowych kombinezonów, masek, rękawic i butów, niektóre substancje przedostawały się do płuc, oczu i na skórę pracowników. Wywoływały m.in. poparzenia skóry, oczu i dróg oddechowych, a także zapalenia opłucnej, oskrzeli i spojówek. Poparzenia skóry leczono jak zwykłe oparzenia, wpierw neutralizując substancję trującą za pomocą nadmanganianu potasu i octu. Chorób i poparzeń dróg oddechowych nie leczono, gdyż ośrodek nie dysponował odpowiednimi środkami. Z czasem większa część ośrodka była skażona środkami trującymi, przez co u pracowników niemających bezpośredniego kontaktu z chemikaliami – kobiet i dzieci – także pojawiały się objawy chorobowe.
Po wojnie wielu z byłych pracowników zaczęło cierpieć na różne choroby, m.in. nowotwory płuc, krtani i żołądka oraz przewlekłe zapalenie oskrzeli. Dokładna liczba zmarłych jest trudna do oszacowania, gdyż do 1952 roku nie prowadzono żadnych badań w tym kierunku. W 1952 roku powstała organizacja The Friendship Society of Okunoshima Poison Gas Sufferers wnioskująca do japońskiego rządu o pomoc dla byłych pracowników ośrodka na Ōkunoshimie. Pomoc ta została przyznana dwa lata później, jednak wymagała od byłych pracowników wykonania odpowiednich badań potwierdzonych przez dwie komisje. Oficjalnie nie został jednak wspomniany charakter pracy jaką wykonywali. Pracownicy niepełnoetatowi i czasowi oraz dzieci i osoby pracujące przy likwidacji ośrodka otrzymały pomoc dopiero w 1975 roku.
Do 1988 roku lekarze z Uniwersytetu Hiroszima stwierdzili 5793 przypadki osób cierpiących z powodu pracy w ośrodku na Ōkunoshimie. Ryzyko zachorowania byłych pracowników ośrodka na nowotwory jest zwiększone. Do 1988 roku zmarły 1342 osoby, z czego 35% – na nowotwory.